# 東京宝塚劇場
東京宝塚劇場（とうきょうたからづかげきじょう、英語: Tokyo Takarazuka Theater）は、1934年1月1日から1997年12月29日まで東京都千代田区有楽町1-12にあった宝塚歌劇団の東京での本拠地の劇場、および東宝が保有していた映画館。別名：宝塚会館。跡地には2代目劇場を保有する東京宝塚ビルが建っている。

## 沿革
- 1932年12月1日：地鎮祭挙行
- 1933年12月29日：修祓式挙行
- 1934年1月1日：宝塚少女歌劇の常打ち劇場として開場。
- 1934年9月21日：5階に東宝小劇場が開場[1]。
- 1940年4月16日：4階に東宝四階劇場が開場。こけら落としは『土と兵隊』を上映[2]。
- 1944年3月1日：決戦非常措置要綱により閉鎖[3]し、陸軍本部経理部に貸借[4]。
- 1945年9月18日：終戦により劇場として復帰、「東宝芸能大会」を開催[5]。
- 1945年12月24日：GHQにより接収[5]。
- 1946年2月24日：「アーニー・パイル劇場」（第8軍専用）となり[5]、日本人は観客としての出入りが禁止される。
- 1953年6月24日：東宝、アーニーパイル返還訴訟に勝訴するも強制使用続く[6]。
- 1955年1月27日：接収解除[7]。
- 1955年4月15日：旧名に復帰して開場。再開上演の初演は『虞美人』[6]。
- 1955年7月14日：東宝四階劇場が日比谷スカラ座となる。こけら落としは『戦略空軍命令』（アンソニー・マン監督）[8]。
- 1955年8月1日：5階の旧東宝小劇場が東宝演芸場として新装開場[9]。
- 1958年2月1日：ミュージカル『アイヌ恋歌』の上演中舞台効果の火が延焼して火災が発生。子役の劇団員3人が死亡、16人が重軽傷[10][11]。東宝演芸場とスカラ座は類焼を免れる[12]。
- 1958年：3月29日修復再開場[12]。
- 1997年12月29日：建て替えの為一旦閉場。
- 1998年1月18日：残った日比谷スカラ座も閉場。最後の上映作は『エアフォース・ワン』（ウォルフガング・ペーターゼン監督）[8]。
- 2000年12月16日：跡地に東京宝塚ビルがオープン。

## 概要
阪急電鉄の小林一三が設立した株式会社東京宝塚劇場のもと、竹中工務店が設計、施工の主宰で、鷲尾九郎が平面を、石川純一郎が立面を、そして青柳貞世が構造を担当し、1年5か月という突貫工事で1933年12月31日に完成、翌日の1934年1月1日に開場、同時に宝塚少女歌劇団も東京に進出した。
東宝直営で、商業演劇、歌手芝居、ミュージカル等東宝演劇の中心地として機能しており、本来メインとなる宝塚歌劇は年数回（改築前数年間は年7か月）の公演だった。1956・57・59・61-72年はNHK紅白歌合戦の会場としても使用、またマリオ・デル＝モナコとティート・ゴッビの共演で知られる第2回NHKイタリア歌劇団での『オテロ』の公演もここで行われた。なお、五階の小劇場は演芸の「東宝名人会」が常時催され、戦後東宝演芸場と改称、選りすぐられた寄席芸人を一堂に揃えた、東京演芸界の殿堂であったが1980年8月に閉鎖した。代わりに日劇から日劇ミュージックホールが移転した。

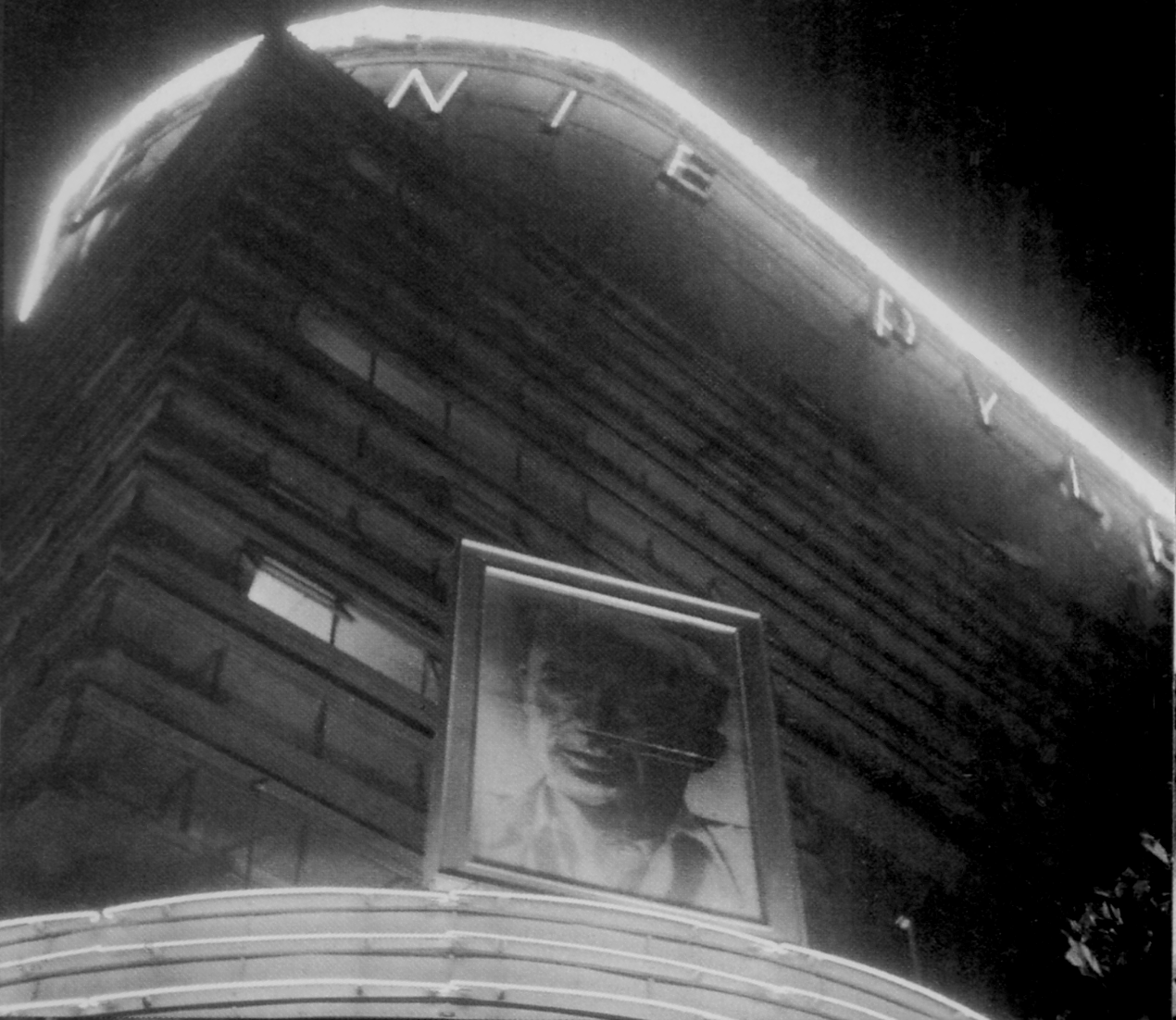
「アーニー・パイル劇場」(1946年から1949年、土門拳撮影)

第二次世界大戦中は、日本劇場とともに風船爆弾工場として使用された。一方で、戦争が終わるとGHQにより接収された（1945年12月24日-1955年1月27日）。異文化の国に駐留する兵士達の慰問を目的としたアーニー・パイル劇場 (Ernie Pyle Theatre) と改称、日本人は観客としての立入が禁止された。アーニー・パイルという名前は1945年4月18日、沖縄県伊江島の戦闘で殉職した従軍記者に因んだものである。
1955年に接収が解除され、星組公演『虞美人』で公演が再開された。ところが1958年2月1日東宝ミュージカル『アイヌ恋歌』の公演中に演出用の裸火が燃え移り出火、場内設備を焼失するとともに死者3名・負傷者25名を出す事態となった。
開場以来使われてきた旧劇場は、関東大震災の復興期におけるモダニズム建築の傑作のひとつに数えられていたが、老朽化のため1997年12月29日に一旦閉場し、翌1998年1月から建替え工事を開始、2001年1月1日に新築オープンした（改築中、宝塚歌劇は2か月間帝国劇場で公演を行い、その後TAKARAZUKA1000days劇場開場と共に東京通年公演を開始した）。杮（）落とし公演は真琴つばさ（当時）率いる月組の『いますみれ花咲く/愛のソナタ』。

## 各館の特徴
| 宝塚会館       | 宝塚会館 | 宝塚会館                      | 宝塚会館         |
| 劇場           | 階数     | 座席数                        | 設備             |
| -------------- | -------- | ----------------------------- | ---------------- |
| 東京宝塚劇場   | 1階      | 2778→2476                     |                  |
| 日比谷スカラ座 | 4階      | 1341（1955年）→1197（1997年） | ドルビーデジタル |
| 東宝演芸場     | 5階      | 510→420                       |                  |

## 東京宝塚劇場
1934年1月1日に開場した本劇場のメインホール。舞台の開口部は宝塚大劇場より5尺高く作られており、当時日本最大規模のプロセニアム・アーチを持っていた。客席は三層構造で、中二階に常設の投光室・調光室を設けていた。レビュー劇場として誕生した背景もあり、近代的な舞台照明を設けた初の劇場だった。
1934年1月1日のこけら落とし公演は月組の舞踊「宝三番叟」、オペレット「巴里のアパッシュ」、レビュウ『花詩集』。

### 舞台設備
プロセニアムアーチ　高さ30尺、幅78尺、舞台奥行51尺、盆直径48尺、吊物50本、迫り3個

## 日比谷スカラ座
日比谷スカラ座（ひびやすからざ）は、東京都千代田区有楽町一丁目の東京宝塚劇場の4階に位置した映画館。

### 概要
1940年4月16日、東京宝塚劇場を擁する宝塚会館4階に開業した「東宝四階劇場」（とうほうよんかいげきじょう）がその前身。戦後、宝塚劇場は「アーニー・パイル・シアター」となり、日本人は観客としての出入りが禁止された。
接収解除から半年を経た1955年7月14日、その東宝四階劇場を発展させる形で「日比谷スカラ座」がオープン。名称は有名なイタリア・ミラノの歌劇場であるスカラ座に由来する。1,197席を誇る大劇場として数々のヒット作や大作を上映したものの、1998年1月18日に立て直しのため一旦閉鎖（閉鎖期間中は向かいに隣接していた日比谷映画（現：シアタークリエ）がチェーンマスターの代替機能を請け負っていた）、

### 代表作
| 公開年 | タイトル |
| 1955年 | 「戦略空軍命令」（オープニング作品） |
| 1956年 | |
| 1957年 | 「パリの恋人」 |
| 1958年 | 「愛情の花咲く樹」 |
| 1959年 | 「可愛い悪魔」 |
| 1960年 | 「5つの銅貨」、「太陽がいっぱい」 |
| 1961年 | 「ティファニーで朝食を」 |
| 1962年 | |
| 1963年 | 「ローマの休日」（リバイバル） |
| 1964年 | 「パリで一緒に」 |
| 1965年 | |
| 1966年 | 「おしゃれ泥棒」 |
| 1967年 | 「風と共に去りぬ」（リバイバル、70ミリ版）                                                                                              |
| 1968年 | 「白い恋人たち」、「チキ・チキ・バン・バン」                                                                                            |
| 1969年 | 「真夜中のカーボーイ」 |
| 1970年 | 「ひまわり」、「サウンド・オブ・ミュージック」（リバイバル）                                                                            |
| 1971年 | 「おしゃれ泥棒」（リバイバル） |
| 1972年 | 「風と共に去りぬ」（リバイバル、70ミリ版）                                                                                              |
| 1973年 | 「ラストタンゴ・イン・パリ」 |
| 1974年 | 「追憶」、「マイ・フェア・レディ」（リバイバル）、「個人生活」、                                                                        |
| 1975年 | 「雨のアムステルダム」、「マイ・ウェイ」                                                                                                |
| 1976年 | 「トミー」、「青い鳥」、「ロビンとマリアン」、「がんばれ!ベアーズ」                                                                     |
| 1977年 | 「ローマの休日」（リバイバル）、「マイ・フェア・レディ」（リバイバル）、「ジョーイ」                                                    |
| 1978年 | 「愛と喝采の日々」、「サタデー・ナイト・フィーバー」、「燃える秋」                                                                      |
| 1979年 | |
| 1980年 | 「フェーム」、「がんばれ!! タブチくん!! 第2弾 激闘ペナントレース」                                                                      |
| 1981年 | 「オーメン/最後の闘争」、「エンドレス・ラブ」                                                                                           |
| 1982年 | 「ポルターガイスト」、「トロン」、「アニー」                                                                                            |
| 1983年 | 「激動の昭和史 東京裁判」、「アウトサイダー」、「積木くずし」、「ウォー・ゲーム」                                                       |
| 1984年 | 「愛情物語」&「メイン・テーマ」、「ロマンシング・ストーン 秘宝の谷」、「スパルタンX」、「刑事物語3 潮騒の詩」                           |
| 1985年 | 「愛・旅立ち」、「2010年」、「ペンギンズ・メモリー 幸福物語」、「スペースバンパイア」、「サンタクロース」                               |
| 1986年 | 「子猫物語」、「トップガン」 |
| 1987年 | 「首都消失」、「クロコダイル・ダンディー」、「阿羅漢」、「キャバレー」&「彼のオートバイ、彼女の島」、「ラッコ物語」、「バトルランナー」 |
| 1988年 | 「帝都物語」、「ウォール街」、「敦煌」、「優駿 ORACION」、「グッドモーニング、ベトナム!」、「孔雀王」                                   |
| 1989年 | 「レインマン」、「ハーレム・ナイト」 |
| 1990年 | 「7月4日に生まれて」、「トレマーズ」、「レッド・オクトーバーを追え!」、「プリティ・ウーマン」                                           |
| 1991年 | 「ハバナ」、「ハード・ウェイ」、「ホーム・アローン」、「曼荼羅 若き日の弘法大師・空海」                                                 |
| 1992年 | 「シティ・スリッカーズ」、「ミンボーの女」、「遥かなる大地へ」、「ブーメラン」、「プリティ・リーグ」、「永遠に美しく…」                 |
| 1993年 | 「天使にラブ・ソングを…」、「スーパーマリオ 魔界帝国の女神」、「アラジン」、「めぐり逢えたら」                                          |
| 1994年 | 「シンドラーのリスト」、「フリントストーン/モダン石器時代」、「ビバリーヒルズ・コップ3」、「薔薇の素顔」、「ジュニア」                  |
| 1995年 | 「ストリートファイター」（ハリウッド実写版）、「ブレイブハート」、「ショーガール」                                                      |
| 1996年 | 「セブン」、「カジノ」、「ミッション:インポッシブル」、「デイライト」                                                                   |
| 1997年 | 「身代金」、「スピード2」、「コン・エアー」、「エアフォース・ワン」（最終上映作品）                                                     |

シリーズ作品
- 『スター・ウォーズシリーズ』（『エピソード4』から『エピソード6』）（特別篇）
- 『ダイ・ハード』シリーズ（『2』から『3』）

## 東宝演芸場
東宝演芸場（とうほうえんげいじょう）は、東京都千代田区有楽町一丁目の東京宝塚劇場の5階に位置した演芸場。東宝直営。定紋は東宝マーク。東宝名人会を公演した。

### 概要
1934年9月21日、東宝小劇場として開場。ダンスホールとして計画したが監督官庁が新設を認めず、椅子席の寄席（定員442人）として開設された。当初は常設興行場として認められなかったため、月1回の東宝名人会の他は落語研究会（1935年〜）や講談研究会（1937年〜）等が月1回開催されていた。1938年9月、常設興行場として認可され、以降は通常の演芸場となる。これに先立ち、同年7月より一時閉鎖して改装。防音設備や冷暖房などの空調、ならびに楽屋環境を充実させ、座席も510席から420席に減らして高級演芸場が誕生した。以降、昼の部に漫才などの色物を主体とした「東宝笑和会」が設けられ、「名人会」は夜の部の興行になった。「笑和会」は「名人会」の予備軍と位置付けられ、芸人養成の場となっていた。
1938年9月23日に常設演芸場として改造落成。
1944年4月、接収のため閉鎖。1955年8月1日に漸く東宝演芸場の名で復活した。高座は横に広く、かつ両袖から前にせり出していたため、落語が演じにくいと言った演者もいた。座席は最終的には337となっていた。日本テレビの中継も入り、オフィスの多い丸の内で本格的な一流の演芸が堪能できる場として、既に都内で多くの寄席が廃業している中唯一気を吐いていたが、1970年代半ばより興行成績が下降し、1980年日劇ミュージックホールを収容するために閉鎖された。

### 主な出演者
東宝専属
- 3代目三遊亭金馬
- 初代柳家権太楼
- 8代目林家正蔵（林家彦六）

その他、所属協会に関係なく落語家・漫才師などが出演。東宝が独自に顔付けを行っていた。

（例：5代目古今亭志ん生・8代目桂文楽・6代目三遊亭圓生といった落語協会の人気落語家に、日本芸術協会会長の6代目春風亭柳橋が顔を揃えるなど。また、B&Bは東京進出して程なく売れ出した時に出演している）

## 交通アクセス
- JR山手線・京浜東北線、東京メトロ有楽町線 有楽町駅（日比谷口）より徒歩5分
- 東京メトロ日比谷線・東京メトロ千代田線・都営地下鉄三田線 - 日比谷駅（A5出口またはA13出口）

## ギャラリー

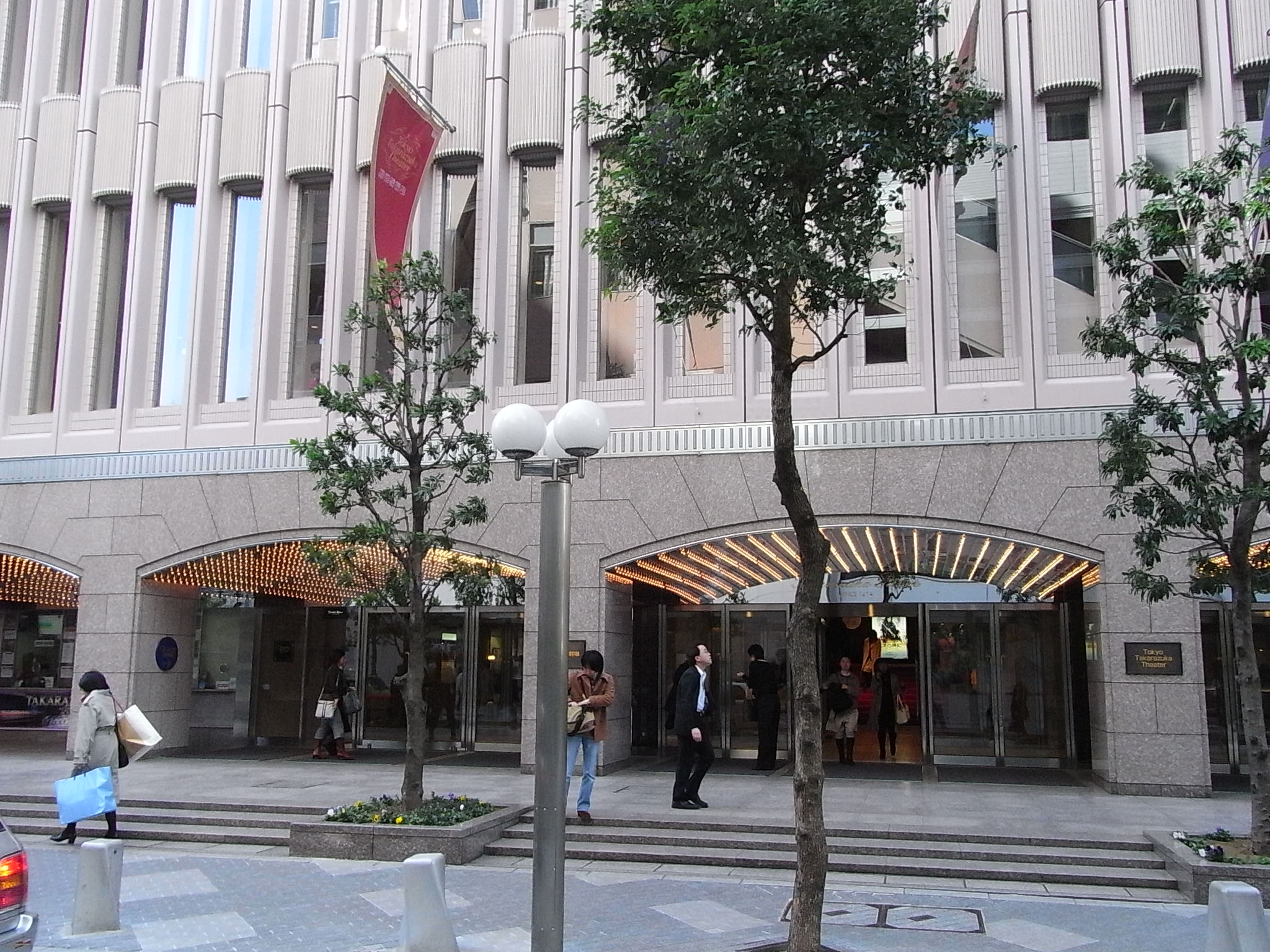
東京宝塚劇場入口（2009年3月12日撮影）